# Befektetési alap
A befektetési alap olyan vagyontömeg, amelyet Magyarországon jelenleg a 2014. évi XVI. törvény alapján lehet létrehozni és működtetni. Befektetési alapot csak befektetési alapkezelő hozhat létre és kezelhet. Egy befektetési alapkezelő több befektetési alapot is kezelhet.

## Fajtái
- zárt végű: az alap befektetési jegye csak meghatározott futamidő elteltével váltható vissza, amikor maga az alap is megszűnik.
- nyílt végű: két fajtája van, az egyik esetben az alap befektetési jegye folyamatosan vásárolható és bármikor visszaváltható, a másik esetben az alap nem vásárolható, de a lejárat előtt is visszaváltható.

## Típusai
- nyilvános: az alap által kibocsátott befektetési jegyeket bárki megvásárolhatja
- zártkörű: az alap által kibocsátott befektetési jegyeket csak zárt körben, meghatározott feltételeknek megfelelő személyek vásárolhatják.

### A törvényi szabályozás szerinti típusok
A kollektív befektetési formák befektetési és hitelfelvételi szabályairól szóló 78/2014. (III. 14.) Korm. rendelet 1/B. fejezete az alábbiak szerint határozza meg a befektetési alapok típusait:
kötvényalap: Olyan befektetési alapok, melyek a portfóliójukban kizárólag kötvényeket vagy készpénzt tarthatnak. Ezek alacsonyabb kockázatú befektetési eszközök. Eszközeinek legalább 55%-a hitelviszonyt megtestesítő értékpapír, illetve ilyen eszközzel szembeni kitettséget biztosító eszköz, legalább 5%-a állampapír, és legalább 3%-a legfeljebb egyéves futamidejű vagy egyéves hátralévő futamidejű állampapír és legfeljebb 37%-a az egyéb eszköz
részvényalap: A részvényalap olyan alapkezelők által menedzselt befektetési forma, melynek portfóliójában a részvény-típusú befektetések a meghatározók. Eszközeinek legalább 80%-a részvénykitettséget biztosító eszköz, legalább 5%-a állampapír, és legalább 3%-a legfeljebb egyéves futamidejű vagy egyéves hátralévő futamidejű állampapír, továbbá legfeljebb 12%-a egyéb az eszköz
vegyes értékpapíralap: az eszközeinek legfeljebb 80%-a részvénykitettséget biztosító eszköz, legfeljebb 80%-a hitelviszonyt megtestesítő értékpapír, vagy ilyen eszközzel szembeni kitettséget biztosító eszköz, legalább 5%-a állampapír, és legalább 3%-a legfeljebb egyéves futamidejű vagy egyéves hátralévő futamidejű állampapír, továbbá legfeljebb 35%-a egyéb eszköz.
tőkevédett alap: A tőkevédett alap biztosítja, hogy a befektetett tőke megmarad. A tőkevédelmét az alap befektetései biztosítják, és egy időszakra vonatkozik. Jellemzően zártvégű alapok, ahol a tőkevédelem a lejárat napjára érvényes. Eszközeinek legalább 60%-a hitelviszonyt megtestesítő értékpapír, illetve bankbetét, ezen belül legfeljebb 40% hitelviszonyt megtestesítő értékpapír, legalább 5%-a állampapír, és legalább 3%-a legfeljebb egyéves futamidejű vagy egyéves hátralévő futamidejű állampapír, továbbá legfeljebb 32%-a egyéb eszköz.
abszolút hozamú alap: Olyan befektetési alapok, melyek célja a tőkepiaci környezettől független pozitív hozam biztosítása. A befektetési politikájukban nincs előírva, hogy milyen eszközből és mennyit tarthatnak.
unikális alap: portfóliójában az (EU) 2017/1131 európai parlamenti és tanácsi rendeletben meghatározott eszközöket tarthatja, és eszközeinek legalább 5%-a állampapír. Portfóliójának súlyozott átlagos lejárata meghaladja a 6 hónapot, valamint súlyozott átlagos élettartama meghaladja a 12 hónapot
indexkövető alap: az alap egyszerűen „lemásolja” az adott tőzsdeindexet, kötvényindexet és követi annak változását hossztávon. Sok indexkövető alapot a tőzsdére is bevezetnek, ezeket ETF-nek (Exchange Traded Fund) nevezik, hasonlóan kereskednek ezekkel mint a tőzsdei részvényekkel.
árupiaci alap: olyan termékekbe fektet, mint nyersanyagok, energiahordozók, mezőgazdasági áruk, nemesfémek, például olaj, gáz, arany, ezüst,  réz, búza, kukorica, kávé, kakaó stb. A termékeket nem veszik meg, hanem ehelyett olyan pénzügyi befektetéseket hajt végre, melyek árfolyam változása az egyes áruk árváltozásától függ. A termékekkel különböző tőzsdéken kereskednek, az árfolyamváltozásokat a befektetési alap ára leköveti. Az eszközeinek legalább 50%-a árupiaci kitettséget biztosító eszköz, legalább 5%-a állampapír, és legalább 3%-a legfeljebb egyéves futamidejű vagy egyéves hátralévő futamidejű állampapír, továbbá legfeljebb 42%-a egyéb eszköz.
alapok alapja: más befektetési alapokba fektet, azaz portfóliója befektetési jegyekből áll. Az eszközeinek legalább 85%-a kollektív befektetési értékpapír, legalább 5%-a állampapír, és legalább 3%-a legfeljebb egyéves futamidejű vagy egyéves hátralévő futamidejű állampapír, továbbá legfeljebb 7%-a egyéb eszköz.
vegyes alap: Bankbetétekbe, állampapírokba, kötvényekbe, és részvényekbe fektetnek, azaz a pénzpiaci, a kötvény és részvény alapok valamilyen kombinációja.Az eszközeinek legalább 40%-a hitelviszonyt megtestesítő értékpapír  vagy részvénykitettséget biztosító eszköz, legfeljebb 40%-a jogszabályban megjelölt eszköz, legalább 5%-a állampapír, és legalább 3%-a legfeljebb egyéves futamidejű vagy egyéves hátralévő futamidejű állampapír, továbbá legfeljebb 35%-a az egyéb eszköz.
- Kötvénytúlsúlyos vegyes alap: Nagyobb részt képviselnek a bankbetétek, rövid lejáratú állampapírok, és kötvények. A kötvények mellett részvényeket legfeljebb 30%-ban tartalmaz(hat).
- Kiegyensúlyozott vegyes alap: A befektetései között 30-70%-ban részvényeket tartalmaz kötvények mellett.
- Részvénytúlsúlyos (dinamikus) vegyes alap: 70-90%-ban részvényekből áll. Bakbetétekbe csak átmenetileg fektet, és a kötvények részaránya is kisebb.[10][9]

ingatlanalap: Jellemzően ingatlanok építésébe és forgalmazásába fektető alap. Az eszközeinek legalább 40%-a jogszabályban megjelölt eszköz (például belföldi vagy külföldi ingatlan, ingatlanhoz kapcsolódó vagyoni értékű jogok; ingatlan üzemeltetéséhez kapcsolódó ingóságok), legalább 5%-a állampapír, és legalább 3%-a legfeljebb egyéves futamidejű vagy egyéves hátralévő futamidejű állampapír, és legfeljebb 52%-a egyéb eszköz.
származtatott alap: származtatott ügyletekbe (derivatívákba) fektet, amelyek olyan termékek, amik árfolyama valamely másik, mögöttes termék árfolyamából származik. Példa ezekre  swap és CFD (contract for difference) szerződésekbe, határidős ügyletekbe (futures, forwards) és opciós ügyletekbe történő befektetések.
kockázati tőkealap: egy alternatív befektetési alap, amelynek célja vállalkozások fejlesztésének a finanszírozása, tőkéjének jelentős hányadát kezdeti vállalkozásokba fektetheti be. A kockázati tőke a cégek indulását, korai szakaszát, valamint terjeszkedését finanszírozza. Tehát a nem tőzsdei cégek egyik finanszírozási formája, általában a magas kockázatot jelentő startupoké.
magántőkealap: az elsődleges célja vállalatok, vállalatrészek megszerzésének finanszírozása. Elsősorban gazdasági társaságokat alapít és vásárol, ezt követően pedig tőkét biztosít részükre, amivel a működésüket finanszírozza. 2014-től kezdve a magántőkealapok az elterjedésüket követően gyakorlatilag felváltották a korábban szokásos offshore cégeket, könnyű lehetőséget kínálva a politikai elit gazdasági visszaéléseinek legális elrejtéséhez.

## A BAMOSZ által megállapított kategóriák
Magyarországon a befektetési alapkezelőket tömörítő szövetség, a BAMOSZ kategóriáit általánosan elfogadják.

### Értékpapír alapok
- a) Likviditási alapok: az alap csak olyan kötvényjellegű eszközökbe fektet, amelynek a futamideje nem haladja meg a 3 hónapot.

- b) Pénzpiaci alapok: a benne lévő kötvényjellegű eszközök futamideje nem haladja meg az 1 évet.

- c) Rövid kötvényalapok: szintén a kötvényjellegű eszközök futamideje 1–3 év.

- d) Hosszú kötvényalapok: a kötvényjellegű eszközök futamideje meghaladja a 3 évet.

- e) Kötvénytúlsúlyos vegyes alapok: az alapban a kötvényeken kívül már részvény-típusú eszközök is vannak maximum 30%-os mértékben.

- f) Kiegyensúlyozott vegyes alapok: a részvény-típusú eszközök aránya  30-70% közötti.

- g) Részvénytúlsúlyos alapok: a részvény-típusú eszközök aránya 70-90% közötti.

- h) Tiszta részvény alap: a részvény-típusú eszközök aránya meghaladja a 90%-ot.

- i) Garantált alapok: hozamot, illetve tőkemegóvást ígérő, illetve garantáló alapok.

- j) Származtatott alapok: származtatott ügyletekbe (például határidős, opciós ügyletek) fektető alapok, amelyek nem tartoznak a garantált alapok közé.

- k) Indexkövető alapok: Tőzsdei indexek teljesítményét leképző befektetési alapok. Az alapot kezelő befektetési szakemberek a kiválasztott értékpapírok körét és arányát, a követni kívánt régió vagy szektor tőzsdeindexéhez igazítják, teljesen lemásolva, leképezve azt.

### Ingatlan alapok
- a) Ingatlanforgalmazó alapok: olyan ingatlanalapok, amelyeknél az építés alatt álló ingatlanok maximális aránya 30%.

- b) Ingatlanfejlesztő alapok: olyan ingatlanalapok, amelyeknél az építés alatt álló ingatlanok maximális aránya 60%.